# Liste der Träger des Ordens des Marienland-Kreuzes (V. Klasse)
Die Liste führt eine Auswahl von Trägern der V. Klasse des Ordens des Marienland-Kreuzes auf. Unter anderem haben die folgenden Personen seit seiner Stiftung im Jahr 1995 die Auszeichnung erhalten.

## Ordensträger (Auswahl)
| Name                      | Bezeichnung                            | Verleihungsdatum |
| ------------------------- | -------------------------------------- | ---------------- |
| Volker Schimpff           | Historiker und Politiker               | 5. Feb. 2004     |
| Wolfgang Drechsler        | Verwaltungs- und Staatswissenschaftler | 5. Feb. 2004     |
| Karl Feldmeyer            | Journalist                             | 3. Feb. 2003     |
| Christopher John Koch     | Schriftsteller                         | 4. Feb. 2002     |
| Thure von Uexküll         | Mediziner                              | 2. Feb. 2001     |
| Lidija Petrowna Wassikowa | Linguistin                             | 2. Feb. 2001     |
| Manfred Eicher            | Musikproduzent                         | 2. Feb. 1999     |